# Alla Vasilenko
Alla Vasilenko (nascida em 12 de junho de 1972) é uma ex-ciclista olímpica cazaque. Representou sua nação em dois eventos nos Jogos Olímpicos de Verão de 1996.